# پودواوکی
پودواوکی (به لهستانی:  Podławki) یک روستا در لهستان است که در گمینا بارچیانه واقع شده‌است. پودواوکی ۱۹۰ نفر جمعیت دارد.